# 山梨県道110号桃園市之瀬線
山梨県道110号桃園市之瀬線（やまなしけんどう110ごう ももぞのいちのせせん）は山梨県南アルプス市を走る一般県道である。

## 概要

### 路線データ
- 起点：山梨県南アルプス市曲輪田（曲輪田入口交差点＝山梨県道12号韮崎南アルプス中央線交点）
- 終点：山梨県南アルプス市上市之瀬（山梨県道108号県民の森公園線交点）

## 通過する自治体
- 山梨県南アルプス市

## 交差・接続する道路
- 山梨県道12号韮崎南アルプス中央線（曲輪田入口交差点）
- 山梨県道108号県民の森公園線（終点）

## 周辺
- 南アルプス市立櫛形北小学校